# Grandslamtoernooi
Een grandslamtoernooi is een van de vier wereldwijd belangrijkste jaarlijks gehouden toernooien, die de grand slam vormen in de tennissport.
De vier grandslamtoernooien zijn de hiernavolgende, in volgorde door het kalenderjaar:
- Open Australische kampioenschappen (Australian Open) (eind januari), hardcourt
- Open Franse kampioenschappen (Roland Garros of French Open) (eind mei/begin juni), gravel
- Open Britse kampioenschappen (Wimbledon of British Open) (eind juni/begin juli), gras
- Open Amerikaanse kampioenschappen (US Open) (eind augustus/begin september), hardcourt

Het winnen van één grandslamtoernooi geldt als een belangrijke prestatie in de tennissport die enkel overtroffen wordt door er meer dan één te winnen. Het hoogst bereikbare (nec plus ultra) is het winnen van alle vier grandslamtoernooien in één kalenderjaar, de eigenlijke grand slam. Een oneigenlijke grand slam behaalt een speler indien hij of zij alle vier grandslamtoernooien achtereenvolgens wint, maar niet in één kalenderjaar. Een speler die de vier grandslamtoernooien wil winnen, moet op alle drie de ondergronden uit de voeten kunnen. Vandaar dat ook het winnen van deze vier toernooien verspreid over meerdere jaren wordt gezien als een bijzondere prestatie, aangeduid als career slam.

## Grandslamfinales
Het onderstaande overzicht van de grandslamfinales beperkt zich tot de tien recentste jaargangen.

### Mannen
| Jaargang | Australian Open                                       | Roland Garros                                            | Wimbledon                                             | US Open                                                |
| -------- | ----------------------------------------------------- | -------------------------------------------------------- | ----------------------------------------------------- | ------------------------------------------------------ |
| 2016     | Novak Đoković 6-1, 7-5, 7-6 Andy Murray               | Novak Đoković 3-6, 6-1, 6-2, 6-4 Andy Murray             | Andy Murray 6-4, 7-6, 7-6 Milos Raonic                | Stanislas Wawrinka 6-7, 6-4, 7-5, 6-3 Novak Đoković    |
| 2017     | Roger Federer 6-4, 3-6, 6-1, 3-6, 6-3 Rafael Nadal    | Rafael Nadal 6-2, 6-3, 6-1 Stanislas Wawrinka            | Roger Federer 6-3, 6-1, 6-4 Marin Čilić               | Rafael Nadal 6-3, 6-3, 6-4 Kevin Anderson              |
| 2018     | Roger Federer 6-2, 6-7, 6-3, 3-6, 6-1 Marin Čilić     | Rafael Nadal 6-4, 6-3, 6-2 Dominic Thiem                 | Novak Đoković 6-2, 6-2, 7-6 Kevin Anderson            | Novak Đoković 6-3, 7-6, 6-3 Juan Martín del Potro      |
| 2019     | Novak Đoković 6-3, 6-2, 6-3 Rafael Nadal              | Rafael Nadal 6-3, 5-7, 6-1, 6-1 Dominic Thiem            | Novak Đoković 7-6, 1-6, 7-6, 4-6, 13-12 Roger Federer | Rafael Nadal 7-5, 6-3, 5-7, 4-6, 6-4 Daniil Medvedev   |
| 2020     | Novak Đoković 6-4, 4-6, 2-6, 6-3, 6-4 Dominic Thiem   | Rafael Nadal 6-0, 6-2, 7-5 Novak Đoković                 | geen toernooi                                         | Dominic Thiem 2-6, 4-6, 6-4, 6-3, 7-6 Alexander Zverev |
| 2021     | Novak Đoković 7-5, 6-2, 6-2 Daniil Medvedev           | Novak Đoković 6-7, 2-6, 6-3, 6-2, 6-4 Stéfanos Tsitsipás | Novak Đoković 6-7, 6-4, 6-4, 6-3 Matteo Berrettini    | Daniil Medvedev 6-4, 6-4, 6-4 Novak Đoković            |
| 2022     | Rafael Nadal 2-6, 6-7, 6-4, 6-4, 7-5 Daniil Medvedev  | Rafael Nadal 6-3, 6-3, 6-0 Casper Ruud                   | Novak Đoković 4-6, 6-3, 6-4, 7-6 Nick Kyrgios         | Carlos Alcaraz 6-4, 2-6, 7-6, 6-3 Casper Ruud          |
| 2023     | Novak Đoković 6-3, 7-6, 7-6 Stéfanos Tsitsipás        | Novak Đoković 7-6, 6-3, 7-5 Casper Ruud                  | Carlos Alcaraz 1-6, 7-6, 6-1, 4-6, 6-3 Novak Đoković  | Novak Đoković 6-3, 7-6, 6-3 Daniil Medvedev            |
| 2024     | Jannik Sinner 3-6, 3-6, 6-4, 6-4, 6-3 Daniil Medvedev | Carlos Alcaraz 6-3, 2-6, 5-7, 6-1, 6-2 Alexander Zverev  | Carlos Alcaraz 6-2, 6-2, 7-6 Novak Đoković            | Jannik Sinner 6-3, 6-4, 7-5 Taylor Fritz               |
| 2025     | Jannik Sinner 6-3, 7-6, 6-3 Alexander Zverev          | Carlos Alcaraz 4-6, 6-7, 6-4, 7-6, 7-6 Jannik Sinner     | Jannik Sinner 4-6, 6-4, 6-4, 6-4 Carlos Alcaraz       |                                                        |

### Vrouwen
| Jaargang | Australian Open                                | Roland Garros                                                | Wimbledon                                        | US Open                                          |
| -------- | ---------------------------------------------- | ------------------------------------------------------------ | ------------------------------------------------ | ------------------------------------------------ |
| 2015     | Serena Williams 6-3, 7-6 Maria Sjarapova       | Serena Williams 6-3, 6-7, 6-2 Lucie Šafářová                 | Serena Williams 6-4, 6-4 Garbiñe Muguruza        | Flavia Pennetta 7-6, 6-2 Roberta Vinci           |
| 2016     | Angelique Kerber 6-4, 3-6, 6-4 Serena Williams | Garbiñe Muguruza 7-5, 6-4 Serena Williams                    | Serena Williams 7-5, 6-3 Angelique Kerber        | Angelique Kerber 6-3, 4-6, 6-4 Karolína Plíšková |
| 2017     | Serena Williams 6-4, 6-4 Venus Williams        | Jeļena Ostapenko 4-6, 6-4, 6-3 Simona Halep                  | Garbiñe Muguruza 7-5, 6-0 Venus Williams         | Sloane Stephens 6-3, 6-0 Madison Keys            |
| 2018     | Caroline Wozniacki 7-6, 3-6, 6-4 Simona Halep  | Simona Halep 3-6, 6-4, 6-1 Sloane Stephens                   | Angelique Kerber 6-3, 6-3 Serena Williams        | Naomi Osaka 6-2, 6-4 Serena Williams             |
| 2019     | Naomi Osaka 7-6, 5-7, 6-4 Petra Kvitová        | Ashleigh Barty 6-1, 6-3 Markéta Vondroušová                  | Simona Halep 6-2, 6-2 Serena Williams            | Bianca Andreescu 6-3, 7-5 Serena Williams        |
| 2020     | Sofia Kenin 4-6, 6-2, 6-2 Garbiñe Muguruza     | Iga Świątek 6-4, 6-1 Sofia Kenin                             | geen toernooi                                    | Naomi Osaka 1-6, 6-3, 6-3 Viktoryja Azarenka     |
| 2021     | Naomi Osaka 6-4, 6-3 Jennifer Brady            | Barbora Krejčíková 6-1, 2-6, 6-4 Anastasija Pavljoetsjenkova | Ashleigh Barty 6-3, 6-7, 6-3 Karolína Plíšková   | Emma Raducanu 6-4, 6-3 Leylah Fernandez          |
| 2022     | Ashleigh Barty 6-3, 7-6 Danielle Collins       | Iga Świątek 6-1, 6-3 Cori Gauff                              | Jelena Rybakina 3–6, 6–2, 6–2 Ons Jabeur         | Iga Świątek 6-2, 7-6 Ons Jabeur                  |
| 2023     | Aryna Sabalenka 4–6, 6–3, 6–4 Jelena Rybakina  | Iga Świątek 6–2, 5–7, 6–4 Karolína Muchová                   | Markéta Vondroušová 6–4, 6–4 Ons Jabeur          | Cori Gauff 2-6, 6-3, 6-2 Aryna Sabalenka         |
| 2024     | Aryna Sabalenka 6-3, 6-2 Zheng Qinwen          | Iga Świątek 6–2, 6–1 Jasmine Paolini                         | Barbora Krejčíková 6-2, 2-6, 6-4 Jasmine Paolini | Aryna Sabalenka 7-5, 7-5 Jessica Pegula          |
| 2025     | Madison Keys 6-3, 2-6, 7-5 Aryna Sabalenka     | Cori Gauff 6-7, 6-2, 6-4 Aryna Sabalenka                     | Iga Świątek 6–0, 6–0 Amanda Anisimova            |                                                  |

## Grandslamwinnaars
In het enkelspel van het valide tennis is het tot dusver slechts vijf spelers/speelsters gelukt om de hele grand slam in één kalenderjaar te winnen. Alleen Rod Laver slaagde daar tweemaal in.
- Mannenenkelspel

1. Don Budge (1938)
2. Rod Laver (1962)
3. Rod Laver (1969)

- Vrouwenenkelspel

1. Maureen Connolly (1953)
2. Margaret Smith-Court (1970)
3. Steffi Graf (1988)
Graf won in datzelfde jaar ook de gouden medaille op de Olympische Spelen en behaalde daarmee de zogenaamde Golden Grand Slam.[2]

- Mannendubbelspel

1. Frank Sedgman /  Ken McGregor (1951)

- Vrouwendubbelspel

1. Maria Bueno (1960)
2. Martina Navrátilová /  Pam Shriver (1984)
3. Martina Hingis (1998)

- Gemengd dubbelspel

1. Margaret Smith-Court /  Ken Fletcher (1963)
2. Owen Davidson (1967)

- Jongensenkelspel

1. Stefan Edberg (1983)

- Rolstoelvrouwenenkelspel

1. Diede de Groot (2021)
De Groot won in 2021 ook de gouden medaille op de uitgestelde Paralympische Zomerspelen alsmede het eindejaarstoernooi.
2. Diede de Groot (2022)
3. Diede de Groot (2023)

- Quad-enkelspel

1. Dylan Alcott (2021)
Alcott won in 2021 ook de gouden medaille op de uitgestelde Paralympische Zomerspelen.

- Rolstoelmannendubbelspel

1. Stéphane Houdet (2014)
2. Alfie Hewett /  Gordon Reid (2021)

- Rolstoelvrouwendubbelspel

1. Korie Homan /  Esther Vergeer (2009)
2. Esther Vergeer /  Sharon Walraven (2011)
3. Jiske Griffioen /  Aniek van Koot (2013)
4. Yui Kamiji /  Jordanne Whiley (2014)
5. Aniek van Koot /  Diede de Groot (2019)

- Quad-dubbelspel

1. Dylan Alcott (2019)

## Winnaars van een "oneigenlijke grandslam"
Overzicht van spelers die alle vier grandslamtoernooien aaneensluitend gewonnen hebben, verdeeld over twee achtereenvolgende kalenderjaren.
- Mannenenkelspel

1. Novak Đoković (2015–2016)[3]

- Vrouwenenkelspel

1. Martina Navrátilová (1983–1984)[4]
2. Steffi Graf (1993–1994)[5]
3. Serena Williams (2002–2003)[5]
4. Serena Williams (2014–2015)[6]

- Mannendubbelspel

1. Bob Bryan /  Mike Bryan (2012–2013)[6]

- Vrouwendubbelspel

1. Louise Brough (1949–1950)[5]
2. Martina Navrátilová[7] /  Pam Shriver[3] (1986–1987)
3. Gigi Fernández /  Natallja Zverava (1992–1993)[8]
4. Natallja Zverava (1996-1997)[6]
5. Serena Williams /  Venus Williams (2009–2010)[3]

- Gemengddubbelspel

1. Billie Jean King (1967-1968)[5]

- Rolstoelvrouwenenkelspel

1. Diede de Groot (2018-2019)[3]

- Quad-enkelspel

1. Dylan Alcott (2018-2019)[6]

- Rolstoelmannendubbelspel

1. Stéphane Houdet (2009-2010)[5]
2. Shingo Kunieda (2014-2015)[3]

- Quad-dubbelspel

1. Sam Schröder /  Niels Vink (2022-2023)[5]

## Career slam
Overzicht van spelers die alle vier grandslamtoernooien op hun naam schreven.
- Enkelspel & dubbelspel & gemengd dubbelspel

1. Doris Hart (1954)
2. Margaret Smith-Court (1964)[9]
3. / Martina Navrátilová (2003)

- Mannenenkelspel

1. Fred Perry (1934)
2. Don Budge (1938)
3. Rod Laver (1962)[9]
4. Roy Emerson (1967)[9]
5. Andre Agassi (1999)[10]
6. Roger Federer (2009)
7. Rafael Nadal (2010)[9][11]
8. Novak Đoković (2016)[12][10]

- Vrouwenenkelspel

1. Maureen Connolly (1953)
2. Doris Hart (1954)
3. Shirley Fry (1957)
4. Margaret Smith-Court (1963)[12]
5. Billie Jean King (1972)
6. Chris Evert (1982)
7. Martina Navrátilová (1983)[9]
8. Steffi Graf (1988)[13][10]
9. Serena Williams (2003)[12][10]
10. Maria Sjarapova (2012)

- Mannendubbelspel koppels

1. Frank Sedgman /  Ken McGregor (1951)
2. Lew Hoad /  Ken Rosewall (1956)
3. Roy Emerson /  Neale Fraser (1962)
4. John Newcombe /  Tony Roche (1967)
5. Jacco Eltingh /  Paul Haarhuis (1998)
6. Todd Woodbridge /  Mark Woodforde (2000)[10]
7. Bob Bryan /  Mike Bryan (2006)[9][10]
8. Pierre-Hugues Herbert /  Nicolas Mahut (2019)

- Mannendubbelspel individueel

1. Adrian Quist (1939)
2. Frank Sedgman (1951)[9]
3. Ken McGregor (1951)
4. Lew Hoad (1956)
5. Ken Rosewall (1956)
6. Neale Fraser (1959)[9]
7. Roy Emerson (1962)[12]
8. Fred Stolle (1965)
9. John Newcombe (1967)[12]
10. Tony Roche (1967)
11. / Bob Hewitt (1977)
12. John Fitzgerald (1989)
13. Anders Järryd (1989)
14. Jacco Eltingh (1998)
15. Paul Haarhuis (1998)
16. Todd Woodbridge (2000)[10]
17. Mark Woodforde (2000)[10]
18. Jonas Björkman (2005)
19. Bob Bryan (2006)[9][10]
20. Mike Bryan (2006)[9][10]
21. Daniel Nestor (2008)[10]
22. Leander Paes (2012)
23. Pierre-Hugues Herbert (2019)
24. Nicolas Mahut (2019)
25. Mate Pavić (2024) [11]

- Vrouwendubbelspel koppels

1. Margaret Smith-Court /  Judy Tegart (1970)
2. Kathy Jordan /  Anne Smith (1981)
3. Martina Navrátilová /  Pam Shriver (1985)[13]
4. Gigi Fernández /  Natallja Zverava (1993)[9]
5. Serena Williams /  Venus Williams (2001)[9][11]
6. Sara Errani /  Roberta Vinci (2014)
7. Barbora Krejčíková /  Kateřina Siniaková (2022)[10]

- Vrouwendubbelspel individueel

1. Louise Brough-Clapp (1950)
2. Doris Hart (1951)
3. Shirley Fry (1957)
4. Maria Bueno (1960)
5. Lesley Turner (1964)
6. Margaret Smith-Court (1964)[9]
7. Judy Tegart (1970)
8. / Martina Navrátilová (1980)[14]
9. Kathy Jordan (1981)
10. Anne Smith (1981)
11. Pam Shriver (1984)[13][10]
12. Helena Suková (1990)
13. Gigi Fernández (1993)[9][10]
14. / Natallja Zverava(1993)[12]
15. / Jana Novotná (1994)[9]
16. Martina Hingis (1998)[9]
17. Serena Williams (2001)[9][11]
18. Venus Williams (2001)[9][11]
19. Lisa Raymond (2006)
20. Sara Errani (2014)
21. Roberta Vinci (2014)
22. Barbora Krejčíková (2022)[10]
23. Kateřina Siniaková (2022)[10]

- Gemengd dubbelspel koppels

1. Doris Hart /  Frank Sedgman (1951)[9]
2. Margaret Smith-Court /  Ken Fletcher (1963)
3. Martina Hingis /  Leander Paes (2016)

- Gemengd dubbelspel individueel

1. Jean Borotra (1928)
2. Doris Hart (1951)[9]
3. Frank Sedgman (1951)[9]
4. Ken Fletcher (1963)
5. Margaret Smith-Court (1963)[9][15]
6. Owen Davidson (1967)
7. Billie Jean King (1968)
8. / Bob Hewitt (1979)
9. Mark Woodforde (1994)
10. Todd Woodbridge (1995)
11. / Martina Navrátilová (2003)
12. Daniela Hantuchová (2005)
13. Mahesh Bhupathi (2006)[9]
14. Cara Black (2010)
15. Martina Hingis (2016)
16. Leander Paes (2016)

- Rolstoelmannenenkelspel

1. Shingo Kunieda (2022)[10]
2. Alfie Hewett (2024)

- Rolstoelvrouwenenkelspel

1. Diede de Groot (2019)[16][10]

- Quad-enkelspel

1. Dylan Alcott (2019)[9][10]

- Rolstoelmannendubbelspel koppels

1. Stéphane Houdet /  Shingo Kunieda (2014)
2. Alfie Hewett /  Gordon Reid (2020)[16][10]

- Rolstoelmannendubbelspel individueel

1. Shingo Kunieda (2008)[9][10]
2. Stéphane Houdet (2010)[12][10]
3. Maikel Scheffers (2011)
4. Michaël Jérémiasz (2013)[10]
5. Nicolas Peifer (2016)[10]
6. Gordon Reid (2017)[17][10]
7. Alfie Hewett (2020)[16][10]

- Rolstoelvrouwendubbelspel koppels

1. Korie Homan /  Esther Vergeer (2009)
2. Esther Vergeer /  Sharon Walraven (2011)
3. Jiske Griffioen /  Aniek van Koot (2013)[9]
4. Yui Kamiji /  Jordanne Whiley (2014)[9]
5. Diede de Groot /  Aniek van Koot (2019)[10]

- Rolstoelvrouwendubbelspel individueel

1. Esther Vergeer (2009)[12][10]
2. Korie Homan (2009)[10]
3. Sharon Walraven (2011)[10]
4. Jiske Griffioen (2012)[12][10]
5. Aniek van Koot (2013)[12][10]
6. Yui Kamiji (2014)[13][10]
7. Jordanne Whiley (2014)[9]
8. Diede de Groot (2019)[12][10]

- Quad-dubbelspel koppels

1. Andy Lapthorne /  David Wagner (2021)
2. Sam Schröder /  Niels Vink (2023)[10]

- Quad-dubbelspel individueel

1. Dylan Alcott (2019)[11]
2. Andy Lapthorne (2021)[9]
3. David Wagner (2021)[10]
4. Sam Schröder (2023)[10][9]
5. Niels Vink (2023)[10]

- Jongensenkelspel

1. Stefan Edberg (1983)

- Jongensdubbelspel

1. Mark Kratzmann (1984)

## Small slam
Overzicht van spelers die in het enkelspel drie grandslamtoernooien in hetzelfde kalenderjaar gewonnen hebben.

### Mannen
| Nr. | Jaar | Speler         | Australian Open | Roland Garros | Wimbledon | US Open |
| --- | ---- | -------------- | --------------- | ------------- | --------- | ------- |
| 1   | 1933 | Jack Crawford  | W               | W             | W         | F       |
| 2   | 1934 | Fred Perry     | W               | KF            | W         | W       |
| 3   | 1955 | Tony Trabert   | HF              | W             | W         | W       |
| 4   | 1956 | Lew Hoad       | W               | W             | W         | F       |
| 5   | 1958 | Ashley Cooper  | W               | HF            | W         | W       |
| 6   | 1964 | Roy Emerson    | W               | KF            | W         | W       |
| 7   | 1974 | Jimmy Connors  | W               | –             | W         | W       |
| 8   | 1988 | Mats Wilander  | W               | W             | KF        | W       |
| 9   | 2004 | Roger Federer  | W               | 3R            | W         | W       |
| 10  | 2006 | Roger Federer  | W               | F             | W         | W       |
| 11  | 2007 | Roger Federer  | W               | F             | W         | W       |
| 12  | 2010 | Rafael Nadal   | KF              | W             | W         | W       |
| 13  | 2011 | Novak Đoković  | W               | HF            | W         | W       |
| 14  | 2015 | Novak Đoković  | W               | F             | W         | W       |
| 15  | 2021 | Novak Đoković  | W               | W             | W         | F       |
| 16  | 2023 | Novak Djokovic | W               | W             | F         | W       |

### Vrouwen
| Nr. | Jaar | Speelster            | Australian Open | Roland Garros | Wimbledon | US Open |
| --- | ---- | -------------------- | --------------- | ------------- | --------- | ------- |
| 01  | 1928 | Helen Wills-Moody    | –               | W             | W         | W       |
| 02  | 1929 | Helen Wills-Moody    | –               | W             | W         | W       |
| 03  | 1962 | Margaret Smith-Court | W               | W             | 2R        | W       |
| 04  | 1965 | Margaret Smith-Court | W               | F             | W         | W       |
| 05  | 1969 | Margaret Smith-Court | W               | W             | HF        | W       |
| 06  | 1972 | Billie Jean King     | –               | W             | W         | W       |
| 07  | 1973 | Margaret Smith-Court | W               | W             | HF        | W       |
| 08  | 1983 | Martina Navrátilová  | W               | 4R            | W         | W       |
| 09  | 1984 | Martina Navrátilová  | HF              | W             | W         | W       |
| 10  | 1989 | Steffi Graf          | W               | F             | W         | W       |
| 11  | 1991 | Monica Seles         | W               | W             | –         | W       |
| 12  | 1992 | Monica Seles         | W               | W             | F         | W       |
| 13  | 1993 | Steffi Graf          | –               | W             | W         | W       |
| 14  | 1995 | Steffi Graf          | –               | W             | W         | W       |
| 15  | 1996 | Steffi Graf          | –               | W             | W         | W       |
| 16  | 1997 | Martina Hingis       | W               | F             | W         | W       |
| 17  | 2002 | Serena Williams      | –               | W             | W         | W       |
| 18  | 2015 | Serena Williams      | W               | W             | W         | HF      |

## Ranglijst grandslamtitels
De lijsten zijn voor het laatst geactualiseerd na Wimbledon 2025. Alleen spelers met minimaal zes grandslamoverwinningen in het enkelspel of minimaal tien in het dubbelspel zijn opgenomen in de tabellen.
Spelers of speelsters met overwinningen uit de periode vóór het open tijdperk staan in een gele achtergrond en nog actieve spelers of speelsters zijn weergegeven in een groene achtergrond.

### Mannenenkelspel
| Nr. | Speler           | Land                               | Aantal titels | Australian Open | Roland Garros | Wimbledon | US Open |
| --- | ---------------- | ---------------------------------- | ------------- | --------------- | ------------- | --------- | ------- |
| 1.  | Novak Đoković    | Servië                             | 24            | 10              | 3             | 7         | 4       |
| 2.  | Rafael Nadal     | Spanje                             | 22            | 2               | 14            | 2         | 4       |
| 3.  | Roger Federer    | Zwitserland                        | 20            | 6               | 1             | 8         | 5       |
| 4.  | Pete Sampras     | Verenigde Staten                   | 14            | 2               | 0             | 7         | 5       |
| 5.  | Roy Emerson      | Australië                          | 12            | 6               | 2             | 2         | 2       |
| 6.  | Rod Laver        | Australië                          | 11            | 3               | 2             | 4         | 2       |
| 6.  | Björn Borg       | Zweden                             | 11            | 0               | 6             | 5         | 0       |
| 8.  | Bill Tilden      | Verenigde Staten                   | 10            | -               | 0             | 3         | 7       |
| 9.  | Fred Perry       | Verenigd Koninkrijk                | 8             | 1               | 1             | 3         | 3       |
| 9.  | Ken Rosewall     | Australië                          | 8             | 4               | 2             | 0         | 2       |
| 9.  | Jimmy Connors    | Verenigde Staten                   | 8             | 1               | 0             | 2         | 5       |
| 9.  | Ivan Lendl       | Tsjecho-Slowakije                  | 8             | 2               | 3             | 0         | 3       |
| 9.  | Andre Agassi     | Verenigde Staten                   | 8             | 4               | 1             | 1         | 2       |
| 14. | Richard Sears    | Verenigde Staten                   | 7             | -               | -             | -         | 7       |
| 14. | William Renshaw  | Verenigd Koninkrijk                | 7             | -               | -             | 7         | -       |
| 14. | René Lacoste     | Frankrijk                          | 7             | -               | 3             | 2         | 2       |
| 14. | Henri Cochet     | Frankrijk                          | 7             | -               | 4             | 2         | 1       |
| 14. | William Larned   | Verenigde Staten                   | 7             | -               | -             | 0         | 7       |
| 14. | John Newcombe    | Australië                          | 7             | 2               | 0             | 3         | 2       |
| 14. | John McEnroe     | Verenigde Staten                   | 7             | 0               | 0             | 3         | 4       |
| 14. | Mats Wilander    | Zweden                             | 7             | 3               | 3             | 0         | 1       |
| 22. | Laurence Doherty | Verenigd Koninkrijk                | 6             | -               | -             | 5         | 1       |
| 22. | Anthony Wilding  | Nieuw-Zeeland                      | 6             | 2               | -             | 4         | -       |
| 22. | Jack Crawford    | Australië                          | 6             | 4               | 1             | 1         | 0       |
| 22. | Don Budge        | Verenigde Staten                   | 6             | 1               | 1             | 2         | 2       |
| 22. | Stefan Edberg    | Zweden                             | 6             | 2               | 0             | 2         | 2       |
| 22. | Boris Becker     | Bondsrepubliek Duitsland Duitsland | 6             | 2               | 0             | 3         | 1       |

### Mannendubbelspel
| Nr. | Speler           | Land                | Aantal titels | Australian Open | Roland Garros | Wimbledon | US Open |
| --- | ---------------- | ------------------- | ------------- | --------------- | ------------- | --------- | ------- |
| 1.  | Mike Bryan       | Verenigde Staten    | 18            | 6               | 2             | 4         | 6       |
| 2.  | John Newcombe    | Australië           | 17            | 5               | 3             | 6         | 3       |
| 3.  | Roy Emerson      | Australië           | 16            | 3               | 6             | 3         | 4       |
| 3.  | Todd Woodbridge  | Australië           | 16            | 3               | 1             | 9         | 3       |
| 3.  | Bob Bryan        | Verenigde Staten    | 16            | 6               | 2             | 3         | 5       |
| 6.  | Adrian Quist     | Australië           | 14            | 10              | 1             | 2         | 1       |
| 7.  | John Bromwich    | Australië           | 13            | 8               | 0             | 2         | 3       |
| 7.  | Tony Roche       | Australië           | 13            | 4               | 2             | 5         | 2       |
| 9.  | Mark Woodforde   | Australië           | 12            | 2               | 1             | 6         | 3       |
| 10. | Neale Fraser     | Australië           | 11            | 3               | 2             | 3         | 3       |
| 11. | Laurence Doherty | Verenigd Koninkrijk | 10            | -               | -             | 8         | 2       |
| 11. | Reginald Doherty | Verenigd Koninkrijk | 10            | -               | -             | 8         | 2       |
| 11. | Jacques Brugnon  | Frankrijk           | 10            | 1               | 5             | 4         | 0       |
| 11. | Fred Stolle      | Australië           | 10            | 3               | 2             | 2         | 3       |

| Nr. | Team                              | Land                | Aantal titels | Australian Open | Roland Garros | Wimbledon | US Open |
| --- | --------------------------------- | ------------------- | ------------- | --------------- | ------------- | --------- | ------- |
| 1.  | Bob Bryan Mike Bryan              | Verenigde Staten    | 16            | 6               | 2             | 3         | 5       |
| 2.  | John Newcombe Tony Roche          | Australië           | 12            | 4               | 2             | 5         | 1       |
| 3.  | Todd Woodbridge Mark Woodforde    | Australië           | 11            | 2               | 1             | 6         | 2       |
| 4.  | Reginald Doherty Laurence Doherty | Verenigd Koninkrijk | 10            | -               | -             | 8         | 2       |
| 4.  | John Bromwich Adrian Quist        | Australië           | 10            | 8               | 0             | 1         | 1       |
| 6.  | Frank Sedgman Ken McGregor        | Australië           | 7             | 2               | 2             | 2         | 1       |
| 6.  | Roy Emerson Neale Fraser          | Australië           | 7             | 1               | 2             | 2         | 2       |
| 6.  | John McEnroe Peter Fleming        | Verenigde Staten    | 7             | 0               | -             | 4         | 3       |
| 9.  | Lew Hoad Ken Rosewall             | Australië           | 6             | 2               | 1             | 2         | 1       |

### Vrouwenenkelspel
| Nr. | Speelster                  | Land                               | Aantal titels | Australian Open | Roland Garros | Wimbledon | US Open |
| --- | -------------------------- | ---------------------------------- | ------------- | --------------- | ------------- | --------- | ------- |
| 1.  | Margaret Smith-Court       | Australië                          | 24            | 11              | 5             | 3         | 5       |
| 2.  | Serena Williams            | Verenigde Staten                   | 23            | 7               | 3             | 7         | 6       |
| 3.  | Steffi Graf                | Bondsrepubliek Duitsland Duitsland | 22            | 4               | 6             | 7         | 5       |
| 4.  | Helen Wills-Moody          | Verenigde Staten                   | 19            | -               | 4             | 8         | 7       |
| 5.  | Martina Navrátilová        | Tsjecho-Slowakije Verenigde Staten | 18            | 3               | 2             | 9         | 4       |
| 5.  | Chris Evert                | Verenigde Staten                   | 18            | 2               | 7             | 3         | 6       |
| 7.  | Billie Jean King           | Verenigde Staten                   | 12            | 1               | 1             | 6         | 4       |
| 8.  | Maureen Connolly-Brinker   | Verenigde Staten                   | 9             | 1               | 2             | 3         | 3       |
| 8.  | Monica Seles               | Joegoslavië Verenigde Staten       | 9             | 4               | 3             | 0         | 2       |
| 10. | Suzanne Lenglen            | Frankrijk                          | 8             | 0               | 2             | 6         | 0       |
| 10. | Molla Bjurstedt-Mallory    | Noorwegen Verenigde Staten         | 8             | -               | -             | -         | 8       |
| 12. | Dorothea Douglass-Chambers | Verenigd Koninkrijk                | 7             | -               | -             | 7         | -       |
| 12. | Maria Bueno                | Brazilië                           | 7             | 0               | 0             | 3         | 4       |
| 12. | Evonne Goolagong           | Australië                          | 7             | 4               | 1             | 2         | 0       |
| 12. | Justine Henin              | België                             | 7             | 1               | 4             | 0         | 2       |
| 12. | Venus Williams             | Verenigde Staten                   | 7             | 0               | 0             | 5         | 2       |
| 17. | Blanche Bingley-Hillyard   | Verenigd Koninkrijk                | 6             | -               | -             | 6         | -       |
| 17. | Margaret Osborne-duPont    | Verenigde Staten                   | 6             | -               | 2             | 1         | 3       |
| 17. | Nancye Wynne-Bolton        | Australië                          | 6             | 6               | -             | -         | -       |
| 17. | Louise Brough              | Verenigde Staten                   | 6             | 1               | -             | 4         | 1       |
| 17. | Doris Hart                 | Verenigde Staten                   | 6             | 1               | 2             | 1         | 2       |
| 17. | Iga Świątek                | Polen                              | 6             | 0               | 4             | 1         | 1       |

### Vrouwendubbelspel
| Nr. | Speelster               | Land                               | Aantal titels | Australian Open | Roland Garros | Wimbledon | US Open |
| --- | ----------------------- | ---------------------------------- | ------------- | --------------- | ------------- | --------- | ------- |
| 1.  | Martina Navrátilová     | Tsjecho-Slowakije Verenigde Staten | 31            | 8               | 7             | 7         | 9       |
| 2.  | Louise Brough           | Verenigde Staten                   | 21            | 1               | 3             | 5         | 12      |
| 2.  | Margaret Osborne-duPont | Verenigde Staten                   | 21            | -               | 3             | 5         | 13      |
| 2.  | Pam Shriver             | Verenigde Staten                   | 21            | 7               | 5             | 4         | 5       |
| 5.  | Margaret Smith-Court    | Australië                          | 19            | 8               | 4             | 2         | 5       |
| 6.  | Natallja Zverava        | Sovjet-Unie Wit-Rusland            | 18            | 3               | 7             | 5         | 3       |
| 7.  | Elizabeth Ryan          | Verenigde Staten                   | 17            | -               | 4             | 12        | 1       |
| 7.  | Gigi Fernández          | Verenigde Staten                   | 17            | 2               | 6             | 4         | 5       |
| 9.  | Billie Jean King        | Verenigde Staten                   | 16            | 0               | 1             | 10        | 5       |
| 10. | Doris Hart              | Verenigde Staten                   | 14            | 1               | 5             | 4         | 4       |
| 10. | Serena Williams         | Verenigde Staten                   | 14            | 4               | 2             | 6         | 2       |
| 10. | Venus Williams          | Verenigde Staten                   | 14            | 4               | 2             | 6         | 2       |
| 13. | Darlene Hard            | Verenigde Staten                   | 13            | 0               | 3             | 4         | 6       |
| 13. | Martina Hingis          | Zwitserland                        | 13            | 5               | 2             | 3         | 3       |
| 15. | Thelma Coyne-Long       | Australië                          | 12            | 12              | 0             | 0         | 0       |
| 15. | Shirley Fry             | Verenigde Staten                   | 12            | 1               | 4             | 3         | 4       |
| 15. | Jana Novotná            | Tsjecho-Slowakije Tsjechië         | 12            | 2               | 3             | 4         | 3       |
| 18. | Sarah Palfrey-Cooke     | Verenigde Staten                   | 11            | -               | 0             | 2         | 9       |
| 18. | Maria Bueno             | Brazilië                           | 11            | 1               | 1             | 5         | 4       |
| 20. | Nancye Wynne-Bolton     | Australië                          | 10            | 10              | 0             | 0         | 0       |
| 20. | Virginia Ruano Pascual  | Spanje                             | 10            | 1               | 6             | 0         | 3       |
| 20. | Kateřina Siniaková      | Tsjechië                           | 10            | 3               | 3             | 3         | 1       |

| Nr. | Team                                  | Land                         | Aantal titels | Australian Open | Roland Garros | Wimbledon | US Open |
| --- | ------------------------------------- | ---------------------------- | ------------- | --------------- | ------------- | --------- | ------- |
| 1.  | Louise Brough Margaret Osborne-duPont | Verenigde Staten             | 20            | -               | 3             | 5         | 12      |
| 1.  | Martina Navrátilová Pam Shriver       | Verenigde Staten             | 20            | 7               | 4             | 5         | 4       |
| 3.  | Natallja Zverava Gigi Fernández       | Wit-Rusland Verenigde Staten | 14            | 2               | 5             | 4         | 3       |
| 3.  | Serena Williams Venus Williams        | Verenigde Staten             | 14            | 4               | 2             | 6         | 2       |
| 5.  | Doris Hart Shirley Fry                | Verenigde Staten             | 11            | -               | 4             | 3         | 4       |
| 6.  | Thelma Coyne-Long Nancye Wynne-Bolton | Australië                    | 10            | 10              | 0             | 0         | 0       |
| 7.  | Virginia Ruano Pascual Paola Suárez   | Spanje Argentinië            | 8             | 1               | 4             | 0         | 3       |
| 8.  | Rosie Casals Billie Jean King         | Verenigde Staten             | 7             | 0               | 0             | 5         | 2       |
| 8.  | Barbora Krejčíková Kateřina Siniaková | Tsjechië                     | 7             | 2               | 2             | 2         | 1       |
| 10. | Suzanne Lenglen Elizabeth Ryan        | Frankrijk Verenigde Staten   | 6             | -               | -             | 6         | -       |
| 10. | Sarah Palfrey-Cooke Alice Marble      | Verenigde Staten             | 6             | -               | 0             | 2         | 4       |

### Gemengd dubbelspel
| Nr. | Speler (m/v)            | Land                               | Aantal titels | Australian Open | Roland Garros | Wimbledon | US Open |
| --- | ----------------------- | ---------------------------------- | ------------- | --------------- | ------------- | --------- | ------- |
| 1.  | Margaret Smith-Court    | Australië                          | 19            | 2               | 4             | 5         | 8       |
| 2.  | Doris Hart              | Verenigde Staten                   | 15            | 2               | 3             | 5         | 5       |
| 3.  | Elizabeth Ryan          | Verenigde Staten                   | 11            | -               | 2             | 7         | 2       |
| 3.  | Billie Jean King        | Verenigde Staten                   | 11            | 1               | 2             | 4         | 4       |
| 5.  | Margaret Osborne-duPont | Verenigde Staten                   | 10            | -               | 0             | 1         | 9       |
| 5.  | Ken Fletcher            | Australië                          | 10            | 2               | 3             | 4         | 1       |
| 5.  | Owen Davidson           | Australië                          | 10            | 1               | 1             | 4         | 4       |
| 5.  | Martina Navrátilová     | Tsjecho-Slowakije Verenigde Staten | 10            | 1               | 2             | 4         | 3       |
| 5.  | Leander Paes            | India                              | 10            | 3               | 1             | 4         | 2       |

| Nr. | Team                               | Land                       | Aantal titels | Australian Open | Roland Garros | Wimbledon | US Open |
| --- | ---------------------------------- | -------------------------- | ------------- | --------------- | ------------- | --------- | ------- |
| 1.  | Ken Fletcher Margaret Smith-Court  | Australië                  | 10            | 2               | 3             | 4         | 1       |
| 2.  | Owen Davidson Billie Jean King     | Australië Verenigde Staten | 8             | 0               | 1             | 4         | 3       |
| 3.  | Frank Sedgman Doris Hart           | Australië Verenigde Staten | 8             | 2               | 2             | 2         | 2       |
| 4.  | Vic Seixas Doris Hart              | Verenigde Staten           | 7             | -               | 1             | 3         | 3       |
| 5.  | Marty Riessen Margaret Smith-Court | Verenigde Staten Australië | 5             | 0               | 1             | 1         | 3       |

### Totaal aantal grandslamtitels
| Nr. | Speler          | Land             | Aantal titels | Enkelspel | Dubbelspel | Gemengd dubbelspel |
| --- | --------------- | ---------------- | ------------- | --------- | ---------- | ------------------ |
| 1.  | Roy Emerson     | Australië        | 28            | 12        | 16         | 0                  |
| 2.  | John Newcombe   | Australië        | 25            | 7         | 17         | 1                  |
| 3.  | Novak Djokovic  | Servië           | 24            | 24        | 0          | 0                  |
| 4.  | Bob Bryan       | Verenigde Staten | 23            | 0         | 16         | 7                  |
| 5.  | Frank Sedgman   | Australië        | 22            | 5         | 9          | 8                  |
| 5.  | Todd Woodbridge | Australië        | 22            | 0         | 16         | 6                  |
| 5.  | Mike Bryan      | Verenigde Staten | 22            | 0         | 18         | 4                  |
| 5.  | Rafael Nadal    | Spanje           | 22            | 22        | 0          | 0                  |
| 9.  | Bill Tilden     | Verenigde Staten | 21            | 10        | 6          | 5                  |
| 10. | Rod Laver       | Australië        | 20            | 11        | 6          | 3                  |
| 10. | Roger Federer   | Zwitserland      | 20            | 20        | 0          | 0                  |
| 12. | John Bromwich   | Australië        | 19            | 2         | 13         | 4                  |
| 13. | Jean Borotra    | Frankrijk        | 18            | 4         | 9          | 5                  |
| 13. | Neale Fraser    | Australië        | 18            | 4         | 9          | 5                  |
| 13. | Fred Stolle     | Australië        | 18            | 2         | 10         | 6                  |
| 13. | Leander Paes    | India            | 18            | 0         | 8          | 10                 |
| 17. | Jack Crawford   | Australië        | 17            | 6         | 6          | 5                  |
| 17. | Adrian Quist    | Australië        | 17            | 3         | 14         | 0                  |
| 17. | Ken Rosewall    | Australië        | 17            | 8         | 9          | 0                  |
| 17. | John McEnroe    | Verenigde Staten | 17            | 7         | 9          | 1                  |

| Nr. | Speelster               | Land                               | Aantal titels | Enkelspel | Dubbelspel | Gemengd dubbelspel |
| --- | ----------------------- | ---------------------------------- | ------------- | --------- | ---------- | ------------------ |
| 1.  | Margaret Smith-Court    | Australië                          | 62            | 24        | 19         | 19                 |
| 2.  | Martina Navrátilová     | Tsjecho-Slowakije Verenigde Staten | 59            | 18        | 31         | 10                 |
| 3.  | Billie Jean King        | Verenigde Staten                   | 39            | 12        | 16         | 11                 |
| 3.  | Serena Williams         | Verenigde Staten                   | 39            | 23        | 14         | 2                  |
| 5.  | Margaret Osborne-duPont | Verenigde Staten                   | 37            | 6         | 21         | 10                 |
| 6.  | Louise Brough           | Verenigde Staten                   | 35            | 6         | 21         | 8                  |
| 6.  | Doris Hart              | Verenigde Staten                   | 35            | 6         | 14         | 15                 |
| 8.  | Helen Wills-Moody       | Verenigde Staten                   | 31            | 19        | 9          | 3                  |
| 9.  | Elizabeth Ryan          | Verenigde Staten                   | 26            | 0         | 17         | 9                  |
| 10. | Martina Hingis          | Zwitserland                        | 25            | 5         | 13         | 7                  |
| 11. | Steffi Graf             | Bondsrepubliek Duitsland Duitsland | 23            | 22        | 1          | 0                  |
| 11. | Venus Williams          | Verenigde Staten                   | 23            | 7         | 14         | 2                  |
| 13. | Pam Shriver             | Verenigde Staten                   | 22            | 0         | 21         | 1                  |
| 14. | Suzanne Lenglen         | Frankrijk                          | 21            | 8         | 8          | 5                  |
| 14. | Darlene Hard            | Verenigde Staten                   | 21            | 3         | 13         | 5                  |
| 14. | Chris Evert             | Verenigde Staten                   | 21            | 18        | 3          | 0                  |
| 17. | Nancye Wynne Bolton     | Australië                          | 20            | 6         | 10         | 4                  |
| 17. | Natallja Zverava        | Sovjet-Unie Wit-Rusland            | 20            | 0         | 18         | 2                  |
| 19. | Thelma Coyne Long       | Australië                          | 19            | 2         | 12         | 5                  |
| 19. | Maria Bueno             | Brazilië                           | 19            | 7         | 11         | 1                  |
| 21. | Sarah Palfrey-Cooke     | Verenigde Staten                   | 18            | 2         | 11         | 5                  |
| 21. | Alice Marble            | Verenigde Staten                   | 18            | 5         | 6          | 7                  |

ITF-toernooien (mannen en vrouwen)

ATP-toernooien (mannen) – ATP-seizoen 2025

WTA-toernooien (vrouwen) – WTA-seizoen 2025

Voormalige toernooien mannen
Voormalige toernooien vrouwen
Voormalige amateurtoernooien